# Schriftmerkmal
Ein Schriftmerkmal ist eine definierte, wissenschaftlich beobachtbare und messbare Eigenschaft einer Handschrift. Schriftmerkmale werden in der Graphologie, der Schriftpsychologie und der forensischen Schriftvergleichung erhoben.

## Historische Grundlagen
Eine Handschriftenprobe ist der sinnlichen Anschauung gegeben, sie ist wahrnehmbar wie irgendein anderer Gegenstand der physikalischen Welt. Um eine Handschrift für einen spezifischen Zweck angemessen zu beschreiben, sind verschiedene Systeme der Schriftbeschreibung mit variierenden Schriftmerkmalen entwickelt worden. Es gibt unterschiedliche Kategoriensysteme, mit deren Hilfe die prinzipiell unendlich viele Merkmale von Schriften gruppiert werden können.
So wollte Jean Hippolyte Michon die Anatomie der Schrift erfassen, indem er seine Aufmerksamkeit auf Punkte, Linien, Buchstaben, Wörter, Zeilen, Absätze u. a. lenkte. Er begann mit den einfachsten graphischen Gebilden und gelangte dann zu komplexeren Einheiten. Punkte z. B. können hinsichtlich ihrer Form, ihrer Stellung, ihrer Häufung oder Abwesenheit betrachtet werden. Buchstaben können untersucht werden auf ihre Stellung – am Wortanfang, im Wortkörper, am Wortende –, ihre Form – schulmäßig, extravagant –, ihre Breite, Höhe, Lage, ihre Zwischenräume und Bindungweisen.
Im Unterschied zu Michon richtete Ludwig Klages seine Aufmerksamkeit nicht auf Details bzw. Einzelmerkmale, sondern auf eine ganze Schriftprobe. Er forderte dazu auf, zunächst den Eindruck einer Schrift mit einigen Worten zu beschreiben, so dass er Eindruckscharaktere gewinnt. Dann definiert er allgemeine Schriftmerkmale, die sich auf eine gesamte Schriftprobe beziehen wie z. B. Größe, Weite, Neigungswinkel, Bindungsform, Verbundenheit.
Grundeigenschaften bzw. allgemeine Schriftmerkmale, Einzelmerkmale bzw. besondere Schriftmerkmale sowie Eindruckscharaktere sind auch heute noch drei unterschiedliche Merkmalsarten nach denen eine Schriftbeschreibung erfolgt.

## Schriftmerkmale in der Graphologie
In der Graphologie werden solche Eigenschaften der Handschrift als wichtig angesehen, die eine möglich psychologische Bedeutung haben.
Es sind von unterschiedlichen Autoren zahlreiche Grundeigenschaften definiert worden. Außerdem gibt es Weiterentwicklungen in der Technik der Merkmalserfassung und der Gruppierung von Grundeigenschaften. Insbesondere kann hier auf Robert Heiß hingewiesen werden, der Grundeigenschaften einem Bewegungsbild, einem Formbild und einem Raumbild zuordnete.

## Schriftmerkmale in der Schriftpsychologie
In der Schriftpsychologie wird nicht nur darauf geachtet, dass Schriftmerkmale eine mögliche psychologische Bedeutung haben. Zugleich erfolgt eine Orientierung an den Methoden der modernen empirischen Psychologie. Klare Definitionen, Objektivität, Reliabilität und Validität von Schriftmerkmalen sind wichtig.
Teut Wallner hat in seinem System der Handschriftenvariablen zwischen Grundvariablen und Wahlvariablen unterschieden. Zu den Grundvariablen gehören Grundeigenschaften, die auf metrischem oder ordinalen Skalenniveau gemessen werden können. Wahlvariablen sind Eindruckscharaktere und Einzelmerkmale, deren Messung bei Entwicklung geeigneter Messinstrumente möglich ist.
Angelika Seibt hat für zahlreiche Grundeigenschaften 7-stufige Ordinalskalen definiert sowie auf mögliche psychologische Bedeutungen mit Hilfe von Wertequadraten hingewiesen.

## Schriftmerkmale in der forensischen Schriftvergleichung
In der forensischen Schriftvergleichung sind solche Schriftmerkmale relevant, durch die sich eine Urheberidentität der verglichenen Schriften nachweisen oder ausschließen lässt. Neben allgemeinen Schriftmerkmalen sind hier vor allem besondere Schriftmerkmale wichtig.
Forensische Handschriftuntersuchungen werden auf der Grundlage des Michel’schen Systems der Grundkomponenten durchgeführt. Die systematische Analyse ist dadurch gekennzeichnet, dass innerhalb jeder graphischen Grundkomponente in einem hierarchisch gegliederten Analyseprozess vom Allgemeinen zum Besonderen fortgeschritten wird.
Angelika Seibt unterscheidet bei den graphischen Grunddimensionen zwischen allgemeinen Schriftmerkmalen, für die es Ordinalskalen gibt, und besonderen Schriftmerkmalen, die in einer konkreten Schriftvergleichung durch hinweisende Definitionen bestimmt werden müssen.